# (34397) 2000 RJ76
2000 RJ76 (asteroide 34397) é um asteroide da cintura principal. Possui uma excentricidade de 0.11471020 e uma inclinação de 2.99182º.
Este asteroide foi descoberto no dia 4 de setembro de 2000 por LINEAR em Socorro.